# Ижбуляк
Ижбуляк (баш. Өсбүләк) — село в Федоровском районе Республики Башкортостан Российской Федерации. Входит в состав Дедовского сельсовета.

## География

### Географическое положение
Расстояние до:
- районного центра (Фёдоровка): 24 км,
- центра сельсовета (Дедово): 8 км,
- ближайшей ж/д станции (Мелеуз): 87 км

Находится на берегу реки Ашкадар.

## Население
| 2002 | 2009 | 2010 |
| ---- | ---- | ---- |
| 469  | →469 | ↘447 |

Национальный состав
Согласно переписи 2002 года, преобладающая национальность — татары (98 %).

## Религия
В селе есть мечеть.